# اشپروکهاول
شهر اشپروکهاول (به آلمانی: Sprockhövel) در ایالت نوردراین-وستفالن در کشور آلمان واقع شده‌است.